# 우루무치역

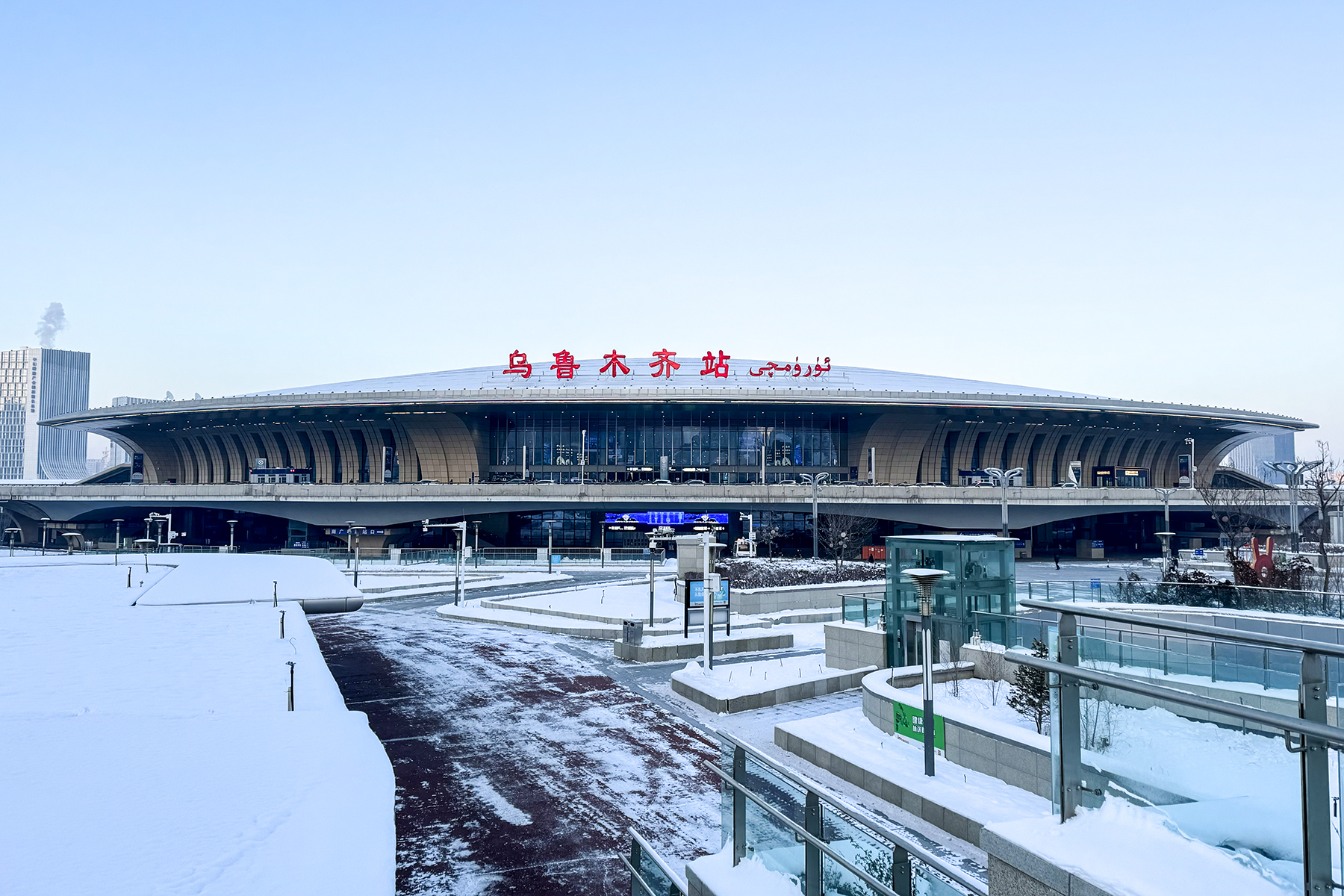

우루무치역(중국어: 乌鲁木齐站, 위구르어: ئڈرڈمچی بِكىتى)은 신장 우루무치시에 있는 기차역이자 고속철도 및 재래철도의 주요 교통 허브이다. 이 역은 개조되기 전에는 어궁(Ergong)이라는 작은 정류장이었다.
1962년부터 새 기차역이 완공된 2014년까지 같은 이름으로 알려졌던 우루무치 남역과 구별된다. 우루무치 남역보다 훨씬 더 크고 웅장한 새로운 역은 우루무치의 주요 기차역 역할을 맡게 된다. 그러나 열차는 계속해서 두 역을 모두 운행할 예정이며, 일부 급행 서비스는 기존 역을 건너뛰게 된다.
주로 란저우-신강 고속철도의 서쪽 종착역으로 건설된 최초의 고속 열차는 이제 극서부 지방과 중국 동부 도시를 연결하여 약 18시간 안에 베이징에 도달하는 급행 열차를 허용한다. 이전에 걸린 31시간보다 훨씬 단축되었다. 기존 철도 서비스는 계속해서 동쪽으로 란신(Lanxin) 철도를 이용하고 성의 나머지 지역을 가로질러 서쪽으로 북부 신장 철도(Northern Xinjiang Railway)를 이용한다.
2016년 7월 1일에 역이 개통되어 하미(Hami)까지 고속 서비스로 시범 운행을 시작했다.

## 같이 보기
- 우루무치 남역
- 아라산커우역
- 카슈가르역
- 난장 철로